# Eggelingia ligulifolia
Eggelingia ligulifolia är en orkidéart som beskrevs av Victor Samuel Summerhayes. Eggelingia ligulifolia ingår i släktet Eggelingia och familjen orkidéer. Inga underarter finns listade i Catalogue of Life.